# Fürst-Bariatinsky-Marsch
Fürst Bariatinsky-Marsch, op. 212, är en marsch av Johann Strauss den yngre. Den spelades första gången den 10 augusti 1858 i Pavlovsk i Ryssland.

## Historia
Johann Strauss komponerade marschen under sin konsertturné i Ryssland 1858 och den framfördes första gången vid en välgörenhetskonsert i Pavlovsk den 10 augusti. Marschen är tillägnad den ryske fursten Aleksandr Barjatinskij. 1856 hade fursten utnämnts till befälhavare för den kaukasiska armén och ombud för tsaren, och 1859 blev han utnämnd till fältmarskalk. Vid tiden för marschens tillkomst var Barjatinskij befälhavare för ett kavalleriregemente i Sankt Petersburg, vars officerare upprepade gånger deltog i konserterna i Pavlovsk. Det är möjligt att fursten kan ha närvarat vid Strauss konserter och uttryckt sin uppskattning för den senares vals Juristenball-Tänze (op. 177), då dess inledningsmelodi används som huvudtema i marschen. 
Fürst Bariatinsky-Marschär ett av de mycket få verk av Strauss som sällan spelades utanför Ryssland. I Wien var namnet på fursten inte förknippat med något som kunde relateras till Österrike. I Wien verkar Strauss endast ha spelat marschen i en kort serie konserter omedelbart efter sin återkomst från Ryssland i november 1858. Det finns en rapport om en föreställning i Volksgarten den 21 november, och hornisten Franz Sabay spelade en föreställning den 24 november i Grosser Zeisig. Därefter förekom marschen inte längre i repertoaren.

## Om marschen
Speltiden är ca 3 minuter och 24 sekunder plus minus några sekunder beroende på dirigentens musikaliska tolkning.

## Weblänkar
- Fürst Bariatinsky-Marsch i Naxos-utgåvan.